# Christophe Lacroix
Christophe Lacroix (Hoei, 22 december 1966) is een Belgisch politicus voor de Parti Socialiste (PS). Van 22 juli 2014 tot 28 juli 2017 was hij Waals minister van Begroting, Ambtenarenzaken en Administratieve Vereenvoudiging.

## Levensloop
Lacroix behaalde in 1988 het diploma van licentiaat in de geschiedenis aan de Universiteit van Luik. Hij ging werken op het Nationaal Instituut voor de Statistiek en was daarna van 1991 tot 1999 wetenschappelijk attaché was op het Waalse ministerie van Uitrusting en Transport. Van 1999 tot 2004 was hij kabinetsattaché van Waals minister Michel Daerden. Vervolgens was hij korte tijd communicatiedirecteur op het Waals Agentschap van Teleommunicatie en van 2004 tot 2006 adviseur op het kabinet van Waals minister Philippe Courard.
Bij de gemeenteraadsverkiezingen van 1988 werd hij voor de PS verkozen tot gemeenteraadslid van Wanze, wat hij bleef tot in 2006. Van 1995 tot 2006 was hij tevens eerste schepen van de gemeente. Van 2006 tot 2012 was hij eveneens provincieraadslid van de provincie Luik en was van 2006 tot 2012 gedeputeerde van de provincie,  bevoegd voor Financiën, Begroting, Administratieve Vereenvoudiging, Algemene Zaken en Sport. Sinds 2012 is hij opnieuw gemeenteraadslid van Wanze en hij was er van 2012 tot 2017 schepen, vanaf 2014 titelvoerend. Sinds oktober 2017 hij burgemeester van Wanze.
In november 2012 nam hij ontslag als gedeputeerde om Guy Coëme op te volgen in de Kamer van volksvertegenwoordigers. Hij werd er actief in de commissies Landsverdediging, Handelsrecht en Financiën. Tevens was hij van 2012 tot 2014 lid van de Raadgevende Interparlementaire Beneluxraad. Bij de verkiezingen van mei 2014 werd Lacroix niet herkozen als volksvertegenwoordiger, waarna hij door zijn partij gecoöpteerd werd in de Senaat. Ook werd hij voorzitter van de Senaatsfractie van de PS. Dit was echter voor korte tijd, aangezien zijn partij hem op 22 juli 2014 minister in de Waalse Regering maakte. Hij kreeg de bevoegdheden Begroting, Ambtenarenzaken, Administratieve Vereenvoudiging en vanaf januari 2017 was hij ook bevoegd voor Energie en Klimaat. In juli 2017 verloor hij zijn ministersfuncties als gevolg van een coalitiewissel binnen de Waalse Regering.
Na zijn ministerschap werd hij opnieuw gecoöpteerd senator en voorzitter van de PS-Senaatsfractie. Ook zetelde hij van 2017 tot 2019 in de Parlementaire Assemblee van de Organisatie voor Veiligheid en Samenwerking in Europa. Na de verkiezingen van mei 2019 werd hij opnieuw lid van de Kamer van volksvertegenwoordigers, waar hij in juni 2024 werd herkozen. Lacroix werd er in de legislatuur 2019-2024 ondervoorzitter van de commissie Economie, Consumentenbescherming en Digitale Agenda en lid van de commissies Landsverdediging en Buitenlandse Betrekkingen. Ook zetelt hij sinds 2018 in de Parlementaire Vergadering van de Raad van Europa.